# آرثر فيلنوف
آرثر فيلنوف هو رسام كندي، ولد في 4 يناير 1910 في ساغينيه في كندا، وتوفي في 24 مايو 1990 في مونتريال في كندا.